# Takeshi Kawaharazuka
Takeshi Kawaharazuka (jap. 河原塚 毅 Kawaharazuka Takeshi; ur. 1 lutego 1975) – japoński piłkarz występujący na pozycji napastnika.

## Kariera klubowa
Od 1999 do 2002 roku występował w klubach Albirex Niigata i Okinawa Kariyushi FC.